# Зенітний кулемет

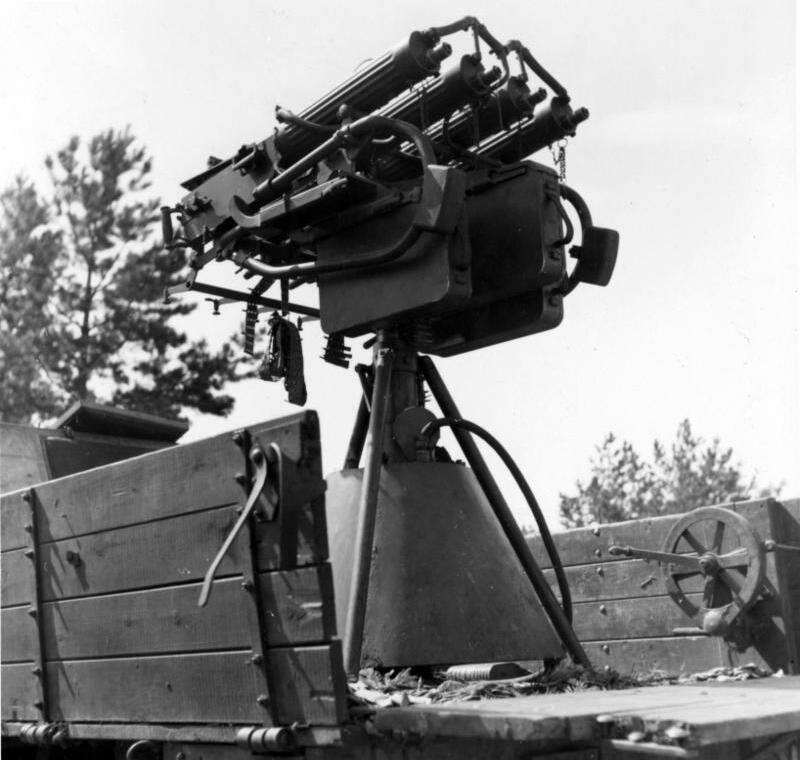
Зчетверена кулеметна установка M4. СРСР

Зені́тний кулеме́т або зені́тна кулеме́тна устано́вка (ЗКУ) — автоматична зброя, що складається з одного або декількох (зазвичай 2—4) кулеметів, що змонтованих на спеціальному станку і мають загальні механізми наведення і прицільні пристосування для стрільби по повітряній цілі.
Вперше з'явилася за часів Першої світової війни. Призначений для ППО сухопутних військ і кораблів, може застосовуватися також для боротьби з легкоброньованими наземними і надводними цілями. ЗПУ перебувають на озброєнні зенітних підрозділів сухопутних військ, деяких танків та інших бойових машин. Кулемети та кулеметні установки транспортуються на двовісних лафетах за автомобілем, або безпосередньо встановлені на автомобілі.
Калібр — 12,7—14,5 мм, дальність похилої стрільби до 2,5 тис. м, швидкострільність одного ствола 500—600 пострілів на 1 хв., вертикальний кут обстрілу — до 90°, горизонтальний — 360°.
Стрільба ведеться в основному бронебійно-запальними кулями на коротких зупинках і в русі; маса куль 45—65 г, початкова швидкість 900—1000 м/сек.

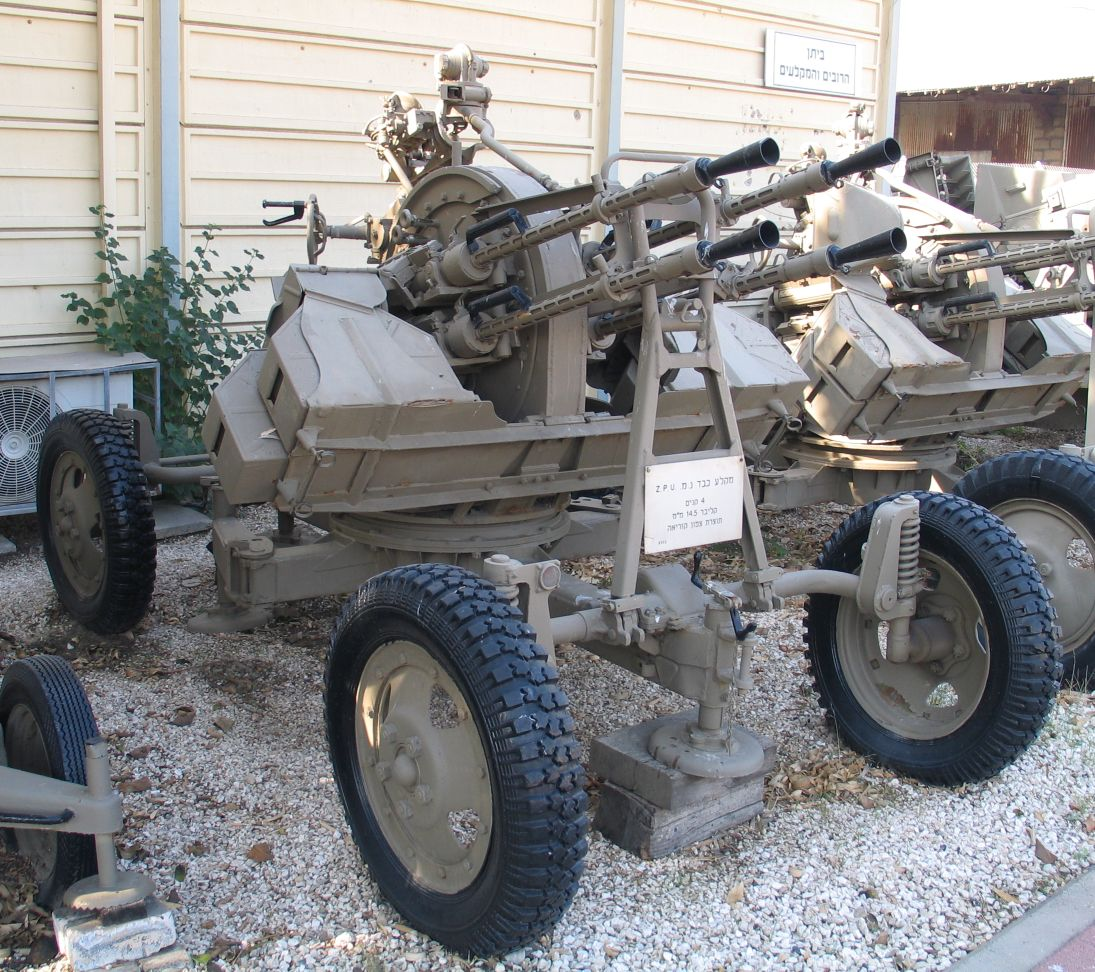
Радянська зенітна кулеметна установка ЗПУ-4
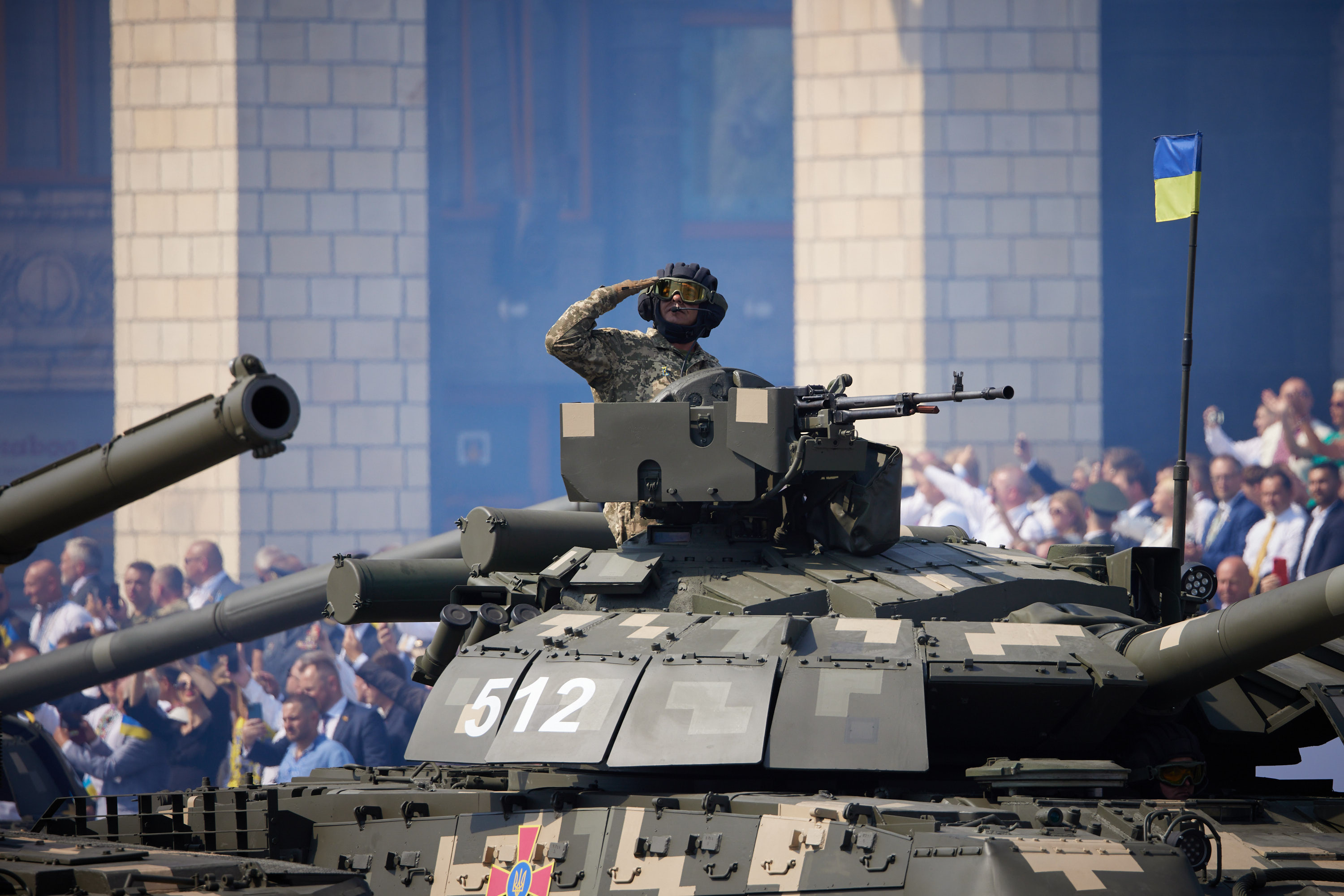
Дистанційно керована кулеметна установка ЗУ-64 танка Т-64БМ2